# René des Monstiers de Mérinville
René des Monstiers de Mérinville, parfois Moustiers de Mérinville, ou des Monstiers-Mérinville, dit « Abbé de Mérinville », né le 1er juillet 1742, à Limoges, et mort le 11 novembre 1829, à Versailles, est un homme d'Église, de Loi et politique français. Il est évêque de Dijon, député du clergé aux États généraux de 1789. Ayant refusé le serment constitutionnel, il émigre, puis revient comme évêque concordataire de Chambéry et Genève.

## Biographie
René des Monstiers de Mérinville est né le 1er juillet 1742, au château d'Auby (Limoges), en Limousin. Il est le fils du chevalier François IV des Monstiers, seigneur d'Auby, et de Catherine-Charlotte de Jousserant de Lairé.
Il entre dans les ordres et devient prieur d'Auby.
Il occupe la charge d'aumônier de la reine de France Marie-Antoinette d'Autriche jusqu'à sa nomination à l'évêché de Dijon, le 25 février 1787.
Il est confirmé à ce siège le 23 avril 1787, consacré le 13 mai 1787, et installé, à Dijon, le 21 juillet 1787.
Parallèlement à sa charge épiscopale, il occupe la charge de conseiller d'honneur au parlement de Bourgogne, à Dijon, puis est élu député du clergé aux États généraux, pour le bailliage de Dijon, du 7 avril 1789 au 30 octobre 1791. Il signe, le 9 avril 1790, avec vingt-neuf autres députés issus du clergé le texte Exposition  des principes sur la Constitution civile du clergé. Il refuse, le 27 novembre suivant de prêter serment à la Constitution civile du clergé,. Il émigre et ne revient qu'en 1800.
Durant cette période, il conserve son titre épiscopal mais, étant émigré et réfractaire, l'administration du diocèse de Dijon revient à un évêque constitutionnel, Jean-Baptiste Volfius.
Dans l'esprit du Concordat de 1801, Des Monstiers de Mérinville démissionne de l'évêché de Dijon, le 2 décembre 1801, et devient le premier évêque concordataire de Chambéry et Genève, confirmé à ce siège le 4 mai 1802.
Il démissionne le 7 février 1805, reçoit, du pape Pie VII, le titre d'évêque émérite de Chambéry et prend possession d'une stalle au chapitre de Saint-Denis.
René des Monstiers de Mérinville s'éteint le 11 novembre 1829, à Versailles.